# Kościół Matki Bożej Królowej Polski w Człuchowie
Kościół Matki Bożej Królowej Polski w Człuchowie – rzymskokatolicki kościół parafialny należący do parafii pod tym samym wezwaniem (dekanat człuchowski diecezji pelplińskiej).
Budowa świątyni rozpoczęła się w lipcu 1996 roku. W listopadzie 1999 roku nowo zbudowany kościół został pobłogosławiony przez biskupa pelplińskiego Jana Bernarda Szlagę.